# Sénat (Trinité-et-Tobago)
Pour les autres articles nationaux ou selon les autres juridictions, voir Sénat.
13e législature
Maison rouge (en)
Le Sénat (en anglais : Senate) est la chambre haute du Parlement de Trinité-et-Tobago, qu'il forme avec la Chambre des représentants. 
Les membres du Gouvernement sont choisis parmi les sénateurs et les membres de la Chambre des représentants.

## Composition

### Nomination
Les 31 sénateurs sont nommés par le président de la République, dont 16 sur la recommandation du Premier ministre, 6 sur la recommandation du chef de l'opposition, et 9 en raison de leurs compétences dans les domaines économique, social ou autres.
La durée du mandat est de cinq ans.

### Conditions
Pour être éligible à la fonction de sénateur, il faut être âgé de plus de 25 ans et jouir de ses droits civiques. Sont inéligibles les personnes ayant prêté allégeance à un État étranger, celles en situation de faillite non réhabilitée, les malades mentaux, celles reconnues coupables de délit électoral, et enfin celles ayant été condamnées à mort ou à une peine de prison de plus de 12 mois. La fonction de sénateur et incompatible avec certaines fonctions publiques ainsi que toute charge concernant l'organisation des élections.
Les président et vice-président du Sénat ne sont pas en droit d'assumer les fonctions de ministre ou secrétaire parlementaire.